# Ruellia longepetiolata
Ruellia longepetiolata är en akantusväxtart som först beskrevs av Oerst., och fick sitt nu gällande namn av William Botting Hemsley. Ruellia longepetiolata ingår i släktet Ruellia och familjen akantusväxter. Inga underarter finns listade i Catalogue of Life.